# 伊戈爾·梅奇克
伊戈爾·托馬斯·梅奇克（波蘭語：Igor Tomasz Miecik；1971年5月2日—2018年7月31日），波蘭記者、作家。他因長期報導後蘇聯國家的社會變革而聞名。

## 生平
伊戈爾·梅奇克的父親是波蘭人，母親是則俄羅斯人，這是他對前蘇聯國家感興趣，也精通俄語的原因。梅奇克畢業於華沙大學的政治學和非洲研究學系，並於波蘭選舉報展開了記者生涯，他的首份報導是關於庫斯科號核子潛艇爆炸事件。之後他進入了政治周刊，在2008他又成為波蘭新聞周編輯。他長期專注於社會和歷史問題，特別是關於後蘇聯國家的問題。
梅奇克的報導曾獲Grand Press、國際特赦組織、波蘭記者協會等頒發之獎項，此外《14:57到赤塔的火車》在2013年被提名卡普欽斯基國際報導文學獎。
2018年7月31日，伊戈爾·梅奇克在華沙逝世，享年47歲。同年8月7日，在聖約翰·克利馬科斯東正教堂舉行喪禮。

## 著作
| 年度 | 書名                                           | 原文名                                | 國際書碼           |
| 2012 | 《14:57到赤塔的火車》                          | 14:57 do Czyty. Reportaże z Rosji     | ISBN 9788375364675 |
| 2014 | 《帶刺刀的卡秋莎多管火箭炮──蘇聯的十四個祕密》 | Katiusza z bagnetem. 14 sekretów ZSRR | ISBN 9788377055281 |
| 2015 | 《向日葵的季節》                               | Sezon na słoneczniki                  | ISBN 9789869480253 |